# В лодке (картина Коровина)
«В лодке» — картина русского художника Константина Коровина (1861—1939), написанная в 1888 году. Она является частью собрания Государственной Третьяковской галереи. Размер картины — 53,5 × 42,5 см (по другим данным — 53 × 43 см).

## История и описание
Картина «В лодке» была написана Коровиным летом 1888 года, когда он гостил у своего учителя Василия Поленова в подмосковной деревне Жуковка, расположенной у реки Клязьма. Там же он написал несколько других известных картин — в частности, «За чайным столом» и «Настурции».
На картине художник изобразил себя самого и художницу Марию Якунчикову, свояченицу Поленова. Кроме этого, для картины позировали сам Василий Поленов и Вера Якунчикова, сестра Марии.
Тема произведения, связанная с погружением человека в мир природы, встречалась и у французских импрессионистов, предшественников Коровина. Вертикальный формат картины даёт возможность представить вид сверху, сама лодка расположена по диагонали, а её ближняя часть обрезана краями картины. Мужская и женская фигуры статичны и расположены на основных диагоналях полотна. Фигура читающего мужчины написана в нейтральных тонах, а фигура женщины выделена светлым цветом и является эмоциональным центром картины.
Картина выставлялась на выставке «Константин Коровин. Живопись. Театр. К 150-летию со дня рождения», которая проходила с 29 марта по 12 августа 2012 года в выставочном зале ГТГ на Крымском валу.

## Отзывы
В книге о жизни и творчестве Коровина Вера Домитеева писала, сравнивая картину «В лодке» c одноимённым произведением Мане:
И не пришло ли время снова вспомнить Эдуарда Мане, в наследии которого есть картина 1874 года с таким же названием? <…> Сравнить можно. И у Мане и у Коровина лето, солнце, река, лодка, в лодке мужчина и женщина, только у Коровина они значительно моложе и взята сцена не крупным фрагментом в упор, а сверху, с берега, из-под ветвей, нависших над рекой. <…> «В лодке» Мане — шедевр мировой живописи, от такого уровня картина молодого москвича далека. Даже обида начинает щемить: «наш» то в сравнении с «французом» вроде провинциальной барышни рядом с блестящей парижанкой. Зато «наш». Это уж несомненно — русский художник: как ни декларирует свободу от сюжетной завязки, а пробивается в образе лирический сюжетный намек; как ни бранит «литературу», а сам включает в живопись непосредственный литературный мотив. Юноша, сгорбившись, опустив голову, читает; девушка, чуть подавшись вперед, серьезно и доверчиво глядя, слушает.